# Össjö landskommun
Össjö landskommun var en tidigare kommun i dåvarande Kristianstads län.

## Administrativ historik
Kommunen bildades i Össjö socken i Norra Åsbo härad i Skåne när 1862 års kommunalförordningar trädde i kraft.
Vid kommunreformen 1952 uppgick kommunen i Östra Ljungby landskommun som upplöstes 1974 då denna del uppgick i Ängelholms kommun.

## Politik

### Mandatfördelning i Össjö landskommun 1938-1946
| 8 | 8 | 1 | 3 |

| 20 |

| 7 | 13 |

| 20 |

| 6 | 14 |

| 20 |